# Rajarata

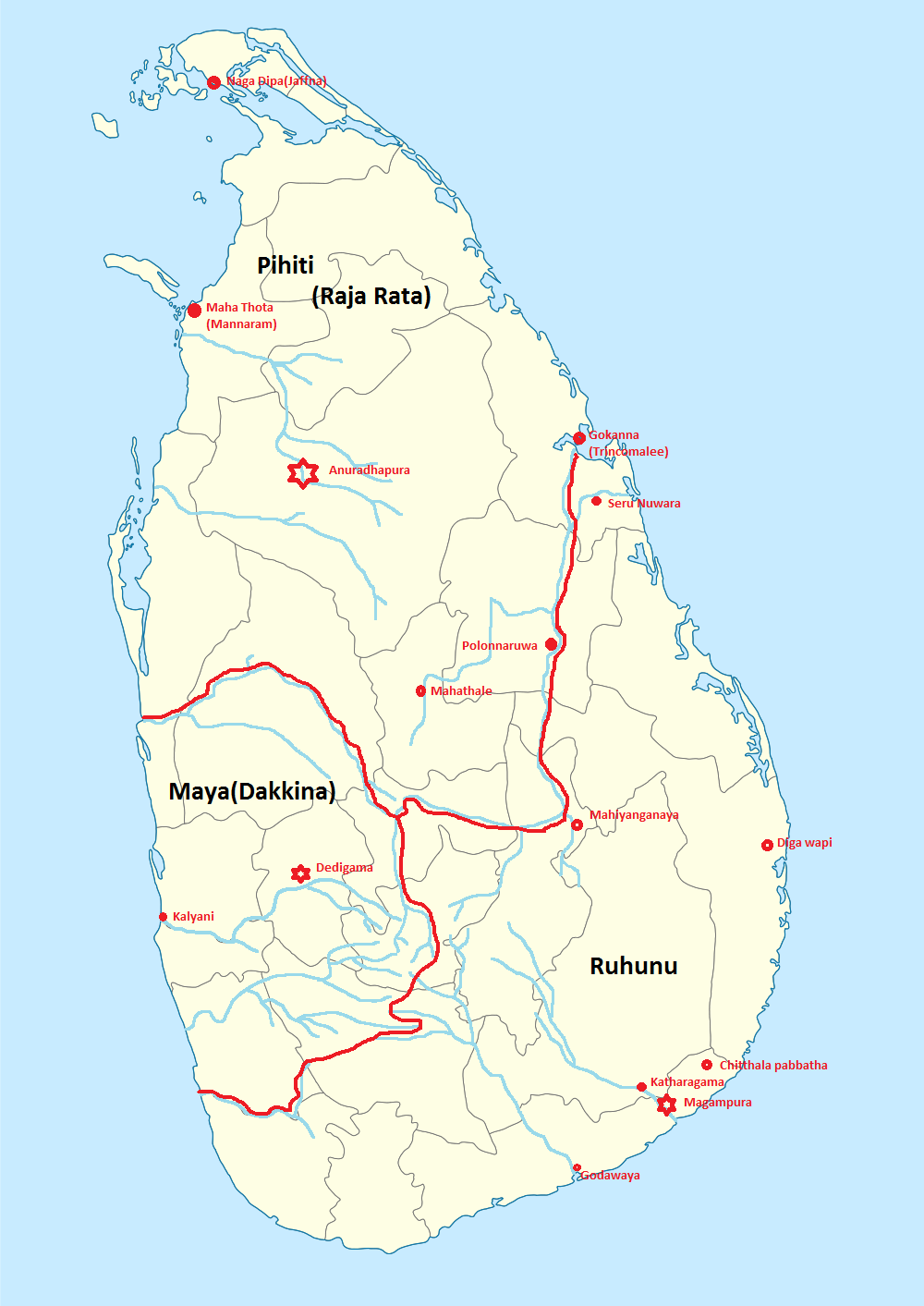
Territoires possibles des royaumes de Ruhuna (au sud-est) et de Rajarata (au nord).

Rajarata (Raja = roi, rata = pays), ou Radjarata ou « pays des rois », est le nom de la moitié nord du Sri Lanka d'où venaient les monarques bouddhistes qui dirigèrent l'île du Ve siècle av. J.-C. au XIe siècle environ. Elle est centrée autour des anciennes cités d'Anuradhapura et de Polonnaruwa, dans la province Nord-Est du Sri Lanka. L’Uttaradesa est la partie nord du Rajarata, comprenant la péninsule de Jaffna.

## Histoire
Une civilisation prospère se développa au cours du Ve siècle, créant une « hydrocratie » autour d'immenses réservoirs d'eau artificiels, comme dans l'Empire khmer. Les sources étant fragmentaires, leur histoire, leurs durées et même leur étendue précise sont mal connues : la Mahavamsa ou « grande généalogie » écrite au IVe siècle en pâli par le moine Mahanama, raconte les histoires des rois cingalais et dravidiens de l'île, sur une période allant de l'avènement du roi Vijaya en 543 av. J.-C. au règne du roi Mahasena (334-361 apr. J.-C.). Le Culavamsa, ou « la petite généalogie » a continué cette tradition écrite jusqu'au XIXe siècle.
Ces récits citent les dynasties du Rajarata qui furent à l'origine de cinq royaumes qui se développèrent au Sri-Lanka durant l'antiquité, l'Antiquité tardive et le haut Moyen Âge :
- Royaume de Tambapanni, fondé en 543 av. J.-C. par le Prince Vijaya.
- Royaume d'Upatissa Nuwara fondé en 505 av. J.-C. par le Roi Upatissa.
- Royaume d'Anuradhapura fondé en 377 av. J.-C. par le Roi Pandukabhaya.
- Sigiriya fondé en 495 par le Roi Kassapa I.
- Royaume de Polonnaruwa fondé par le Roi Vijayabahu I.